# Ludovico Carducci Artenisio
Conte Ludovico Carducci Artenisio (* 17. Februar 1927 in Rom; † 18. März 2009) war ein italienischer Diplomat und Botschafter. Er war General-Statthalter des Ritterordens vom Heiligen Grab zu Jerusalem.

## Familie
Ludovico Carducci Artenisio stammte aus dem florentinischen Patriziergeschlecht der Carducci Artenisio in Tarent (Palazzo Carducci Artenisio). Der Familie wurde 1905 der Adelstitel Conte durch Viktor Emanuel III. verliehen. Er stammte aus der Ehe von Achille Carducci Artenisio (1887–1962) und Rita Semeraro (* 1921).

## Leben
Carducci Artenisio studierte an der Universität Rom Rechtswissenschaften und wurde 1944 dort zum Dr. iur. promoviert. An der Päpstlichen Lateranuniversität wurde er 1947 mit einer kirchenrechtlichen Arbeit zum Dr. iur. can. promoviert. 
1948 trat er in den diplomatischen Dienst Italiens ein. Er war 1950/52 in London und 1955/57 am Generalkonsulat in New York sowie 1958/60 an der italienischen Gesandtschaft in Bukarest tätig. Er war Mitglied der italienischen Delegation bei der Abrüstungskonferenz in Genf und 1962/67 Botschaftsrat an der italienischen Vertretung bei den Vereinten Nationen. 1970 war er Kabinettschef des Ministers für die Beziehungen zum Parlament.
Von 1971 bis 1975 war Ludovico Carducci Artenisio italienischer Botschafter in Dakar für Senegal und Mauretanien. 1975 wechselte er in das Amt des Botschafters und Ständigen Vertreters der Republik Italien bei der UNESCO und 1987 übernahm er das Amt des Botschafters in den Niederlanden. 1988 war er Kommissar der UNIRE.
Kardinal-Großmeister Giuseppe Caprio ernannte Ludovico Carducci Artenisio 1991 in Nachfolge von Pier Luigi Parola zum General-Gouverneur des Ritterordens vom Heiligen Grab zu Jerusalem und Kardinal-Großmeister Carlo Furno 2004 zum General-Statthalter des Ritterordens vom Heiligen Grab zu Jerusalem. Er war Kollarritter des Ordens.
Er war verheiratet mit Reine Carducci-Artenisio geb. Grousset; aus der Ehe stammten drei Kinder.

## Ehrungen und Auszeichnungen
- Großkreuz-Ritter des Päpstlichen Ritterordens vom Heiligen Grab zu Jerusalem (1991)
- Großkreuz (Cavaliere di Gran Croce) des Verdienstordens der Italienischen Republik
- Großkreuz des Ordens von Oranien-Nassau
- Aufnahme in die Akademie für Kunst und Wissenschaft in Rom (Accademia Angelica Costantiniana di Lettere Arti et Scienze)[3]